# Arkansas National Guard

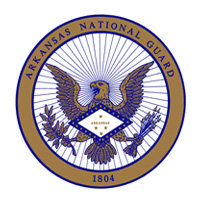
Logo der Arkansas National Guard

Die Arkansas National Guard (ARNG), auch bekannt als Arkansas Guard, ist das Militär des US-Bundesstaates Arkansas. Sie besteht seit 1804 und ist Teil der im Jahr 1903 aufgestellten Nationalgarde der Vereinigten Staaten (akronymisiert USNG) und somit auch Teil der zweiten Ebene der militärischen Reserve der Streitkräfte der Vereinigten Staaten.

## Organisation
Die Mitglieder der Nationalgarde sind freiwillig Dienst leistende Milizsoldaten, die dem Gouverneur von Arkansas Asa Hutchinson unterstehen. Bei Einsätzen auf Bundesebene ist der Präsident der Vereinigten Staaten Commander-in-Chief. Adjutant General of Arkansas  ist seit 2019 Major General Kendall W. Penn. Die Nationalgardeeinheiten des Staates werden auf Bundesebene vom National Guard Bureau (Arlington, VA) unter General Steven Nordhaus koordiniert.
Von den Einheiten der National Guard zu trennen sind die Staatsgarden wie die zur Zeit inaktive Arkansas State Guard, die allein dem Bundesstaat verpflichtet wäre.

## Geschichte
Arkansas kam 1803 als Teil des Louisiana-Landkaufs (Louisiana Purchase) an die Vereinigten Staaten. Die Arkansas National Guard führt ihre Wurzeln auf Milizverbände aus dem Jahr 1804 zurück. Arkansas trat am 6. Mai 1861 aus der Union aus, seine Milizverbände kämpften im Sezessionskrieg auf Seiten der Konföderierten. Nach der Reconstruction erfolgte die Wiederaufnahme in die Union am 22. Juni 1868.
Die Nationalgarden der Bundesstaaten sind seit 1903 bundesgesetzlich und institutionell eng mit der regulären Armee und Luftwaffe verbunden, so dass unter bestimmten Umständen mit Einverständnis des Kongresses die Bundesebene auf sie zurückgreifen kann. Die Nationalgarde wurde nachfolgend in jedem größeren Konflikt eingesetzt, im Ersten und Zweiten Weltkrieg als auch im Koreakrieg. 1925 entstand als 154th Observation Squadron die erste Einheit der heutigen Arkansas Air National Guard. Nach den Anschlägen vom 11. September 2001 wurde die Nationalgarde im Krieg gegen den Terror u. a. auch im Irak und in Afghanistan eingesetzt.
Die Arkansas National Guard spielte eine wichtige Rolle bei der Aufhebung der Rassentrennung an amerikanischen Schulen. Der damalige Gouverneur des Bundesstaates, Orval Faubus, setzte 1957 die Nationalgarde von Arkansas ein, um schwarzen Teenagern, den Little Rock Nine, den Weg in ihre Schule zu versperren. Um Bundesrecht durchzusetzen, stellte Präsident Eisenhower schließlich am 24. September die 10.000 Mann umfassende Nationalgarde von Arkansas unter Bundeskommando und ließ die schwarzen Schüler durch die Nationalgarde mit aufgepflanztem Bajonett gegen den Widerstand des weißen Mob in die Schule eskortieren.
Die Gouverneure des Bundesstaates setzten die Nationalgarde auch immer wieder bei Naturkatastrophen und ähnlichen Ereignissen ein. Als 2005 der Hurrikan Katrina im Golf von Mexiko wütete, wurden mehr als 50.000 Nationalgardisten aus sämtlichen Bundesstaaten mobilisiert.

## Einheiten
Die Arkansas National Guard besteht aus den beiden Teilstreitkraftgattungen des Heeres und der Luftstreitkräfte, namentlich der Army National Guard und der Air National Guard. Die Arkansas Army National Guard hatte 2023 eine Personalstärke von 6.400, die Arkansas Air National Guard eine von 1.964, was einer Personalstärke von gesamt 8.364 entspricht.

### Einheiten der Arkansas Army National Guard
- Arkansas Joint Force Headquarters (AR-JFHQ) in North Little Rock, Arkansas
- 39th Brigade Combat Team (BCT) (ehm. 39th Infantry Brigade (Separate))
  - 1st Battalion, 153rd Infantry Regiment, Malvern, Arkansas
  - 2nd Battalion, 153rd Infantry Regiment, Searcy, Arkansas
  - 1st Battalion, 206th Field Artillery Regiment, Russellville, Arkansas
  - 39th Brigade Support Battalion, Hazen, Arkansas
  - 239th Brigade Engineer Battalion, Conway, Arkansas

- 142nd Fires Brigade (ehm. 142nd Field Artillery)
  - Headquarters & Headquarters Battery, 142nd Fires Brigade, Fayetteville, Arkansas
  - 1st Battalion, 142nd Field Artillery Regiment, Harrison, Arkansas
  - 2nd Battalion, 142nd Field Artillery Regiment, Fort Smith, Arkansas
  - 217th Brigade Support Battalion, Booneville, Arkansas
  - F Battery, 142nd Field Artillery Regiment, Fayetteville, Arkansas
  - 142nd Signal Company Fayetteville, Arkansas

- 77th Combat Aviation Brigade, Robinson Maneuver Training Center, North Little Rock, Arkansas
  - 777th Aviation Support Battalion, Robinson Maneuver Training Center, North Little Rock, Arkansas
  - 1st Battalion, 114th Aviation Regiment, Robinson Maneuver Training Center, North Little Rock, Arkansas

- 87th Troop Command, Robinson Maneuver Training Center, North Little Rock, Arkansas
  - 871st Troop Command, North Little Rock, Arkansas
  - 875th Engineer Battalion, Jonesboro, Arkansas

- 233rd Regiment (RTI), Robinson Maneuver Training Center, North Little Rock, Arkansas
- 61st WMD CST, Robinson Maneuver Training Center, North Little Rock, Arkansas

### Einheiten der Arkansas Air National Guard
- 189th Airlift Wing auf der Little Rock Air Force Base, Little Rock, Arkansas
- 188th Fighter Wing auf der Ebbing Air National Guard Base, Fort Smith, Arkansas
- 123d Intelligence Squadron
- 154th Weather Flight